# 麻生津 (福井市)
麻生津（あそうづ）は、福井県福井市の地域。

## 人口
麻生津には2024年1月1日現在7489人が住んでおり、世帯数は2876世帯。そのうち男性が3638人、女性は3851人。